# Гехт Євген Семенович
Євген Семенович Гехт (нар. 17 липня 1966) — український спортивний стрілець. Він брав участь у стрільбі з гвинтівки по рухомій мішені на 10 метрів на літніх Олімпійських іграх 1996.

## Біографія
Працює тренером у Федерації стрільби України. Є старшим тренером з військового п'ятиборства.